# Gail Teixeira
Gail Teixeira (Georgetown, 19 luglio 1952) è una politica guyanese.

## Biografia
È nata a Georgetown, capitale della Guyana, in una famiglia di ascendenze portoghesi. Ha frequentato l'Università di Toronto, laureandosi in Arte e Scienze Politiche.
Dopo un primo periodo di attivismo pro-diritti civili in Canada, è rientrata in Guyana per seguire una carriera politica. Eletta all'Assemblea guyanese dal 1992, è tuttora il membro in carica da più tempo del parlamento nazionale. Fin dalla sua elezione ha ricoperto incarichi di governo, nominata ministro della Salute dal presidente Cheddi Jagan (di cui era stata anche segretaria personale) nel 1992, venendo poi riconfermata in un diverso ministero da Janet Jagan nel 1997.
Dal 2015 al 2020 fu una degli esponenti di spicco dell'opposizione al governo del Congresso Nazionale del Popolo, come anche membro della commissione atta a distendere le relazioni col vicino Venezuela e a tentare di appianare le dispute sui territori di confine contesi. Il 2 agosto 2020 è tornata a far parte del governo guyanese, nominata dal nuovo presidente Irfaan Ali ministro degli Affari Parlamentari.
Il 19 settembre 2022, in occasione del funerale di Elisabetta II del Regno Unito, è stata per l'occasione rappresentate ufficiale dell'intero governo guyanese.